# Richtingsroer

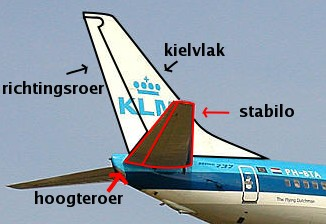
Richtingroer in de staart van een vliegtuig

Gieren met het richtingsroer

Het richtingsroer van een vliegtuig (Engels: rudder) beweegt het toestel om de topas (verticale as). Deze beweging wordt gieren genoemd. Het richtingsroer is meestal draaibaar bevestigd aan het kielvlak. Besturing ervan vindt plaats door middel van pedalen: door druk uit te oefenen op het rechter pedaal zal het richtingsroer naar rechts bewegen, waardoor de neus van het toestel naar rechts zal bewegen en de staart naar links.
Hoewel een vliegtuig ook met enkel het richtingsroer kan draaien (zij het langzaam), gebruikt men in de praktijk zowel het richtingsroer als de rolroeren. Dit heeft onder meer als voordeel dat een zogenoemde gecoördineerde bocht kan worden gemaakt. Hierbij valt de lengte-as van het vliegtuig samen met de kromming van de bocht, wat voorkomt dat het vliegtuig in een slip raakt. Een slip heeft een nadelig effect op de aerodynamica van het vliegtuig en laat de inzittenden een zijwaartse kracht ervaren.
Soms sturen piloten de rolroeren en het richtingsroer met opzet in een andere richting. Bijvoorbeeld om het vliegtuig recht voor de landingsbaan te houden bij een zijwindlanding of om sneller hoogte te verliezen door de weerstand te verhogen. In meermotorige vliegtuigen kan het richtingsroer tevens als trim dienen om de gierneiging in het geval van een motorstoring tegen te gaan.